# 配子

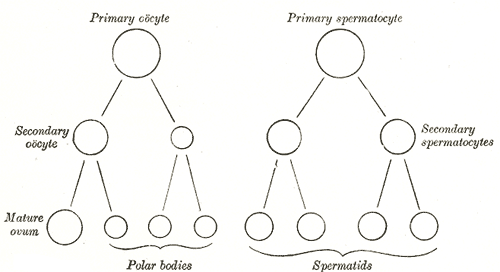
卵和精子細胞

配子（英語：Gamete）是单倍体细胞，它由行有性生殖的生物在特定的器官通过减数分裂产生。两性配子通过配子结合产生合子。
有性生殖的好处是遗传訊息的重组，这也是物种内遗传信息的多样性的由来，当自体受精被阻止时，效果就更明显。这是通过交配类型的不同（即：性别）实现的。个体和该个体产生的配子属于同种性别，而同种性别的配子是不能融合的。性别体现在生理方面，有时也体现在外形上（请见异形配子）。大部分种属有两种性别，但也有种有两种以上的性别。
在较原始的生命形式例如单细胞鞭毛虫，它们的配子外形与其他正常相似无异。但是在一些多细胞藻类，相互之间能融合的配子则是外貌上难以被区分，它们被称为同形配子，这种配子的融合被称做同配生殖。其实同形配子在生理上是有分别的，就是说它俩属于不同的交配类型。人们为了以示区别，将两者分别命名为+配子和-配子。
但大多数生物的配子在形态上就可以被区分开来，它们被称为异形配子和異配生殖。还有如草履虫者，分为小型的，能动的小配子和大的，难动的大配子两种。而在卵式生殖中，人们将两种性别称为雌性和雄性。雌性配子不能活动，被称做卵细胞。它比雄性配子（即精子）大很多。但有些生物的精子是不能动的，被称为精细胞。